# Adrienne Morrison
Mabel Adrienne Morrison (1 de marzo de 1883 – 20 de noviembre de 1940) fue una actriz teatral y cinematográfica estadounidense.

## Biografía
Nacida en la ciudad de Nueva York, estuvo casada con el actor Richard Bennett, con quien tuvo tres hijas, las cuales también fueron actrices. Era hija de la actriz Rose Wood y del actor Lewis Morrison.
Actuó con el papel de Nat-u-ritch, una india, en The Squaw Man, obra representada en 1905 y en la que trabajó con William Faversham. Cecil B. DeMille filmaría la historia en tres ocasiones, en 1914, 1918 y 1931. Su papel sería interpretado por Lupe Vélez en la cinta de DeMille de 1931.
Morrison y Bennett se casaron el 9 de noviembre de 1903, pero ella retuvo su apellido de soltera. Sus hijas, Barbara Bennett, Constance Bennett, y Joan Bennett, serían todas ellas actrices cinematográficas, consiguiendo las dos últimas una carrera más importante que la de su hermana Barbara.
En abril de 1925 Morrison y Richard Bennett se divorciaron. Dos años después, en 1927, ella se casaría con Eric Pinker. La pareja no tuvo hijos, pero permanecieron juntos hasta la muerte de ella, ocurrida en la ciudad de Nueva York en 1940 a causa de un infarto agudo de miocardio. 

## Enlaces
- Adrienne Morrison en Internet Broadway Database (en inglés)
- Adrienne Morrison en Internet Movie Database (en inglés).

- Datos: Q2040573
- Multimedia: Adrienne Morrison / Q2040573